# RuPaul
RuPaul, numele la naștere, RuPaul Andre Charles, (născut în 17 noiembrie 1960, San Diego, California) este un drag queen, actor, model, cântăreț și personalitate de televiziune americană. Din 2009, a produs și a găzduit propria lui emisiune de tip competiție reală de drag queens numită RuPaul's Drag Race, pentru care a primit opt premii Emmy Awards. RuPaul este considerat cel mai de succes comercial drag queen din Statele Unite. 
În 2017, a fost inclus în lista anuală Time 100 a celor mai influenți oameni din lume. În 2019, Fortune a notat că Rupaul este cu ușurință cea mai "faimoasă" drag queen din lume. RuPaul s-a născut și a crescut în San Diego și mai târziu s-a mutat în Atlanta pentru a studia artele spectacolului. S-a stabilit în New York,unde a devenit o populară apariție pentru cluburile de noapte.RuPaul a obținut faima internațională ca drag queen prin lansarea single-ului său de debut "Supermodel (You Better Work)", care a fost inclus pe albumul său de debut Supermodel of the World (1993). În 1994,a devenit purtător de cuvânt pentru MAC Cosmetics, strângând bani pentru Mac AIDS Fund și devenind prima drag queen care a lansat o campanie majoră de produse cosmetice.În acelaș an a prezentat pe postul de televiziune VH1, The Rupaul Show,pe care l-a găzduit pentru peste 100 de episoade și în acelaș timp era  și prezentatorul secundar în emisiunea de radio de dimineața de pe WKTU pe care o prezenta împreună cu Michelle Visage. 
A avut succes continuu ca artist de înregistrări, lansând până în prezent 14 albume de studio, incluzând Foxy Lady (1996), Ho Ho Ho (1997), Champion (2009), Glamazon (2011) și Born Naked (2014). Ca actor, RuPaul a apărut în filme precum Crooklyn (1994), The Brady Bunch Movie (1995), To Wong Foo, Thanks for Everything! Julie Newmar (1995), But I'm a Cheerleader (1999), Hurricane Bianca (2016), Comedia centrală a  seriei Broad City (2017) și programele originale Netflix Girlboss (2017), Grace and Frankie(2019) și AJ and the Queen (2020).  El a publicat și trei cărți: Lettin' It All Hang Out (1995), Workin' It! RuPaul's Guide to Life, Liberty, and the Pursuit of Style (2010), și GuRu (2018).
În plus, până în prezent, RuPaul's Drag Race a produs treisprezece sezoane în Statele Unite și 2 în Regatul Unit RuPaul's Drag Race UK (începând cu 2021). Spectacolul a avut un mare succes la nivel global, cu alte 7 formate internaționale ale spectacolului în producție precum RuPaul's Drag Race Down Under, Canada's Drag Race, Drag Race Holland, The Switch Drag Race, Drag Race España, Drag Race Thailand. Acest lucru a inspirat, de asemenea, mai multe serii spin-off, inclusiv Drag U , RuPaul's Drag Race All Stars  și RuPaul's Secret Celebrity Drag Race. El este prezentat ca prezentator și în serii precum Skin Wars, Good Work și Gay for Play Game Show Starring RuPaul. În iunie 2019, a avut premiera emisiunii sale de tip talk-show,care a fost anulată după un test de trei săptămâni.

RuPaul este indiferent la pronumele  cum i te adresezi,cu el sau ea.El a răspuns astfel „Poți să mă spui el. Poți să mă spui ea. Poți să îmi spui Regis și Kathie Lee; nu-mi pasă! Atât timp cât ma numești ". RuPaul a jucat roluri și își face apariția publică ca bărbat sau femeie(drag)

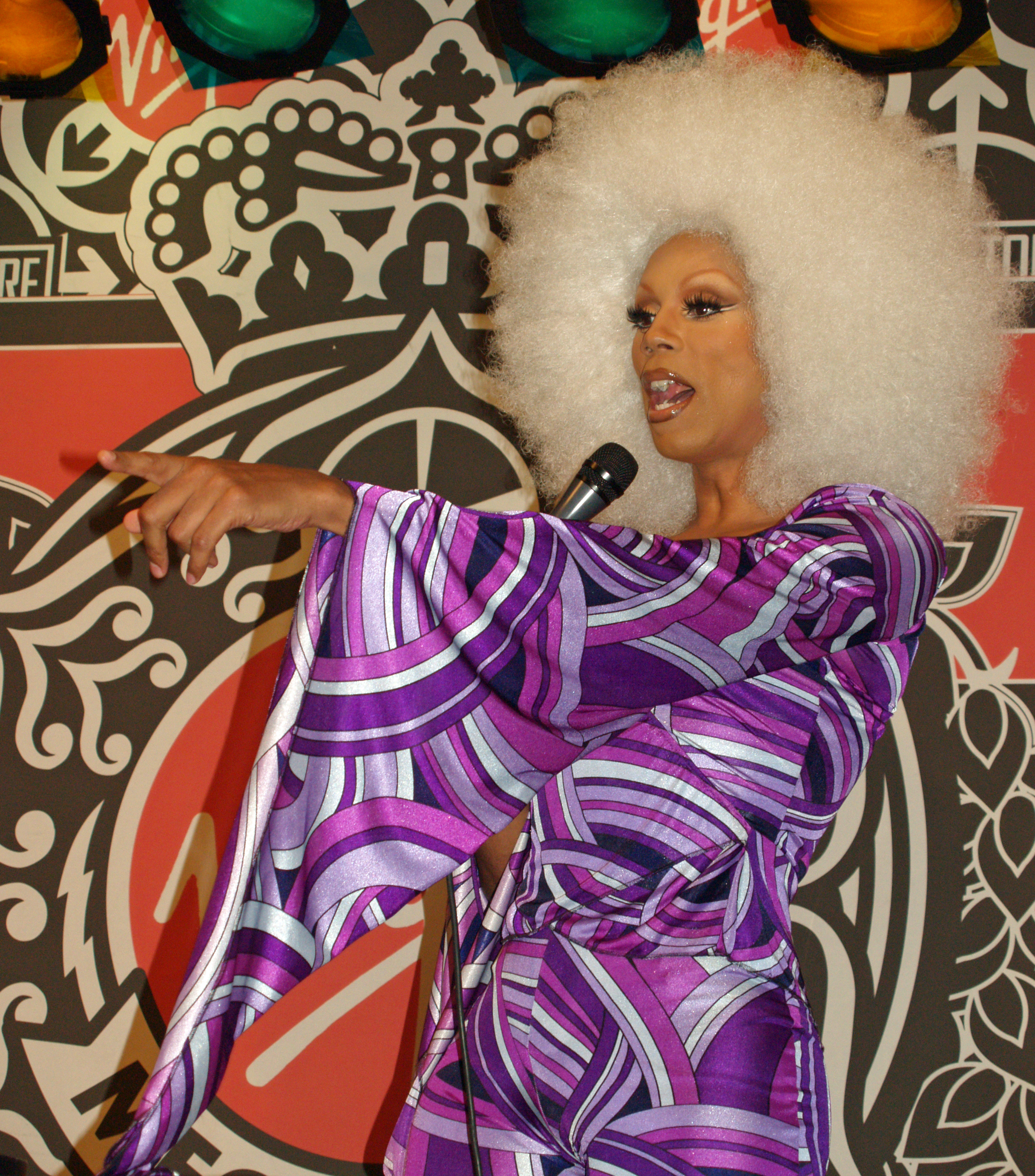
RuPaul ca drag queen, 2007

## Biografie

### Carieră muzicală
A lansat un talk-show pe VH1 în 1996,care se numea The RuPaul Show, unde a luat interviuri celebrităților și muzicienilor where .Precum Nirvana (even though Kurt Cobain committed suicide in 1994), Duran Duran, Taylor Dayne, Mary J. Blige, Bea Arthur, Dionne Warwick, Olivia Newton-John, Beenie Man, Bow Wow Wow, și Backstreet Boys care au fost niște oaspeți remarcabili. Prezentând alături de Michelle Visage, cu care a și prezentat  la radio WKTU. 

## Diverse
- RuPaul este un drag queen căruia îi este indiferent cum i te adresezi în privința pronumelor, "el" ori "ea",  ambele fiind acceptate.

- A apărut în videoclipuri muzicale precum "Love Shack" and "Funplex", ambele melodii de The B-52's

- RuPaul a apărut odată în Walker, Texas Ranger.

## Discografie
(vezi pe  www.rupauldiscography.com Arhivat în 8 februarie 2009, la Wayback Machine.)

### Albume
- Supermodel of the World (1993)
- Foxy Lady (album RuPaul) (1996)
- Ho Ho Ho (album) (1997)
- Red Hot (album) (2004)
- Champion (album RuPaul) (2009)
- Glamazon (album) (2011)
- Born Naked (2014)
- Realness (2015)
- Slay Belles (2015)
- Butch Queen (2016)
- American (album) (2017)
- Christmas Party (album RuPaul) (2018)
- You're a Winner, Baby (2020)

### Discuri single
- Sex Freak (1984)
- Ping Ting Ting (as "RuPaul Andre Charles") (1987)
- I've Got That Feelin'  (1991)
- Supermodel (You Better Work) (1992) [#2 US Dance, #45 US, #39 UK]
- Little Drummer Boy (1993) [#61 UK]
- Back to My Roots (1993) [#1 US Dance, #40 UK]
- A Shade Shady (Now Prance) (1993) [#1 US Dance]
- House of Love (1993) [#40 UK]
- Everybody Dance (1993)
- The Extravaganza Megamix (1994)
- Whatcha See Is Whatcha Get (1994)
- Free To Be (1995)
- Snapshot (1996) [#4 US Dance, #95 US]
- A Little Bit Of Love (1997) [#28 US Dance]
- Celebrate (1997) [#34 US Dance]
- Funky Christmas (1997)
- Super (1999)
- Looking Good, Feeling Gorgeous (2004) [#2 US Dance]
- Workout (2005) [#5 US Dance]
- People Are People (featuring Tom Trujillo) (2006) [#10 US Dance]
- Supermodel 2006 (2006) (Remake) [#21 US Dance]
- Call Me Starrbooty (2007)
- Cover Girl (2009)
- Jealous of My Boogie (2009)

### Alte proiecte muzicale
- Don't Go Breaking My Heart (1993) (#7 UK) [Remake, duet w/Elton John, from Elton John's album "Duets"]
- Whatcha See Is Whatcha Get (1994) [from "Music From The Motion Picture Addams Family Values"]
- I Will Survive (1995) (UK Top 20) [featured on the video to the Diana Ross remake]
- Free To Be (1995) (from "Wigstock: The Movie, Music From The Original Motion Picture)
- It's Raining Men...The Sequel (1995) (#21 UK, #22 US Dance) (Remake, duet w/Martha Wash, from Martha Wash's album "The Collection" and "RuPaul's Go Go Box Classics" compilation album)
- Come (1997) [Writer, sung by Martha Wash, from Martha Wash's album "The Collection"]
- Everybody Say Love (1993) [Writer, sung by Mitsou, from Mitsou's album "Tempted"]
- Do The Right Thing (Don't Do Me Wrong) (1999) [Writer & Backing Vocalist, sung by Ev-Va]
- Queer Duck (1999) [Theme Song vocalist, voice for Lucky Duck]
- Bad Girl (2000) [Unreleased, Recorded for Lil Kim's album "Notorious Kim"]
- Say My Name (2001) [w/The Disco Brothers]
- You're No Lady (2002) [duet w/Gitta aka Brigitte Nielsen]
- It's Only Rock'n Roll (But I Like It) (2003) [Backing Vocalist, sung by Siedah Garrett]
- Electric Ecstacy (2004) [Eklektica feauring RuPaul, available from iTunes]
- Come 2 Me (2006) Lucy Lawless featuring RuPaul, available from lucylawlessfanclub.com]
- Computer Love (2007) [NSA featuring RuPaul, available from iTunes]

### Demos
În cursul anului 2006, o serie de „demo-uri” au fost disponibile pentru a fi descărcate fanilor prin intermediul paginii oficiale RuPaul MySpace.
09-07-06
- StarrBooty '91 (Rare Demo)
- Free to Be (Steve Silk Hurley '94)
- Love Your Funky Self (Steve Silk Hurley '94)
- Don't Walk Away (Steve Silk Hurley '94)

10-11-06
- You're No Lady (Spanish Radio Edit) performed by RuPaul vs. Gitta
- Say My Name performed by DiscoBros. featuring RuPaul
- You're No Lady (Radio Edit) performed by RuPaul vs. Gitta

10-27-06
- Dog Done Bit'cha

11-10-06
- Electric Ecstasy (Club Remix) performed by Eklektica featuring RuPaul

## Filmografie
- RuPaul Is: Starbooty! (1987)
- Crooklyn (1994) as Bodega Woman
- The Brady Bunch Movie (1995) as Mrs. Cummings
- Wigstock: The Movie (1995) as Himself
- Blue in the Face (1995) as Dancer
- To Wong Foo, Thanks for Everything! Julie Newmar (1995) as Rachel Tensions
- Red Ribbon Blues (1995) as Duke
- A Mother’s Prayer (1995) as Deacon "Dede"
- Fled (1996) as Himself
- A Very Brady Sequel (1996) as Mrs. Cummings
- An Unexpected Life (1998) as Charles
- Edtv (1999) as RuPaul
- But I'm a Cheerleader (1999) as Mike
- Rick & Steve the Happiest Gay Couple in the World (2000) as Daryl.com
- The Eyes of Tammy Faye (2000) as Himself (Narrator)
- The Truth About Jane (2000) as Jimmy
- For the Love of May (2000) as Jimbo
- Popular (2001) as Sweet Honey Child
- Who is Cletis Tout? (2001) as Ginger Markum
- Skin Walker (2004)
- Work it Girl: The Music Videos (2006)
- Zombie Prom (2006) as Ms. Strict
- Starrbooty (2007) as Starrbooty/Cupcake